# 연가시 (영화)
《연가시》는 2012년 개봉한 대한민국의 영화이다. 인간의 신체에 기생하여 물에 빠져죽게 만드는 변종 연가시를 소재로 하였다. 6년 전 괴물이 살았던 그 한강은 연가시가 출몰했다

## 줄거리
한때 화학박사 학위를 얻어 교수까지 역임했던 재혁. 하지만 동생 재필이 권한 주식을 잘못했다가 집안이 기울어지는 바람에 현재는 휴일날에도 고객 허드렛일이나 해주는 제약회사 영업사원이 됐다. 재혁은 집안을 말아먹었다는 죄책감을 숨기고자 아내 경순, 아들 준우, 딸 예지에게도 퉁명스럽게 대하며 가족들을 멀리했다. 재필 역시 말로는 다시 형 집안을 살려내려고 노력한다고 하지만 실상은 아직도 정신을 못차리고 주식을 하겠다며 여자친구 연주에게까지 돈을 구걸하고 있었다. 연주가 그러다 인생 막장 가는수가 있다는 현실적인 충고를 했지만 재필은 형을 위해서라면 기꺼이 막장간다며 듣지 않았다.
어느날, 계곡, 하천, 저수지 등 물가에서 영양실조 상태의 변사체들이 떠다니는 기이한 일이 벌어지며 전국이 뒤집혔다. 원인은 변종생명체 연가시. 곤충에만 기생하는 생명체지만 어떤 이유로 변종이 되어 인간에게도 기생하게 됐다. 죽은 사람들은 죽기 얼마전부터 과도한 폭식과 극심한 구걸증상이 나타났고 그리고 연가시가 뇌를 조종하여 사람들을 물에 뛰어들게 했고 물에 빠진 사람들은 그 자리에서 쇼크사 해버린것이다. 그런데 이때부터 재혁의 아내와 아이들도 죽은 사람들과 비슷한 증상을 보이기 시작했다.
그리고 연가시에 감염되고도 살아났다는 남자가 나타났다. 남자가 먹은 약은 재혁이 일하는 조아제약에서 개발한 윈다졸이었다. 질병관리청에서는 윈다졸이 연가시를 없애는 특효약이라고 보도했고 보도로 인해 길거리의 약국들은 모두 윈다졸을 사려는 전쟁터가 됐다. 재혁은 회사 선배의 연줄로 조아제약 생산공장 창고에 남아있던 윈다졸 한통을 확보하는데 성공했다. 그때 공장에는 사람들이 몰려와 윈다졸을 달라고 아우성이었고 무사히 공장을 빠져나온 재혁은 아내와 아이들이 기다리는 수용소에 가기만 하면 됐었다.
차에 타려는데 근처에서 연가시에 감염된 아기를 끌어안고 있는 한 여자를 발견했다. 처음에는 그냥 가려고 했지만 같은 부모 입장으로써 차마 여자를 외면하기 힘들었다. 결국 차에서 내려 여자에게 윈다졸 한 알을 건넸는데 멀리서 이를 보고있던 한 남자가 약이 있다고 소리쳤다. 그러자 모든 군중들이 재혁에게 달려갔고 차에 타려는 재혁을 끌어냈다. 수십명이 약을 빼앗기 위해 몸싸움을 벌이느라 재혁은 바닥에 짓눌렸고 경찰들이 달려와서 사람들을 떼어놨지만 이미 약은 가루가 된 후였다.
한편, 연주로부터 재혁의 가족들이 연가시에 감염됐다는 소식을 들은 재필도 윈다졸을 구하기 위해 고군분투하고 있었다. 그러다 관련자를 찾아내어 협박한 끝에 뜻밖의 사실을 알아낸다. 이번 사건은 자연적으로 벌어진게 아니라 한 제약회사가 자신들의 사익을 채우기 위해 고의로 벌인 인재(人災)였다. 이 말에 재필은 엄청나게 분노했고 윈다졸이 있다는 창고를 알아내는데 성공했다. 이후 재필은 곧자로 재혁을 창고로 호출했고 창고안에는 진짜 윈다졸이 박스째로 있었는데 박스들이 하나같이 뭔가에 젖은듯 축축했다. 재필은 형사의 직감으로 단박에 기름이란걸 깨닫고 무작정 박스를 집으려드는 형을 제지했다. 그때 들어온 창고문이 잠기더니 라이터 하나가 날아들어와 윈다졸 박스를 모두 불태웠고 창고안에도 불길이 번졌다. 잠긴 문을 여는데 실패한 재혁과 재필은 가스를 많이 마셔서 기절했지만 연주가 트럭을 끌고 창고문을 부수면서 구사일생 한다.
날이 밝아서야 깨어난 재혁은 새까맣게 타버린 현장을 보고 절망했는데 오래전 기억이 떠올랐다. 박사시절, 아이들과 수제비누를 만든적이 있었는데 비누모양 가지고 불평하는 준우에게 비누 성분만 들어있으면 어떤 모양이든 비누가 된다는 말을 한적이 있었다. 이 말대로 약의 유효성분만 같다면 굳이 윈다졸이 아니어도 된다는걸 깨닫고는 윈다졸 복제약을 만들기로 했다. 질병관리청에서도 이걸 전해듣고는 합불법 여부는 따지지 말고 사람들부터 살리고 보자며 동참했다. 그리하여 모든 제약회사들이 복제약을 제조했고 완성된 약들은 전국에 유통됐다. 덕분에 재혁의 가족들을 비롯한 모든 감염자들이 완치됐다. 그리고 이 일을 벌인 문제의 제약회사 임원은 구속됐다.

## 캐스팅
- 김명민 - 임재혁 역
- 문정희 - 경순 역
- 김동완 - 임재필 역
- 이하늬 - 송연주 역
- 엄지성 - 준우 역
- 염현서 - 예지 역
- 강신일 - 황박사 역
- 조덕현 - 태원 역
- 전국환 - 총리 역
- 최정우 - 보건부장관 역
- 이형철 - 제임스 김 역
- 정인기 - 영업소 소장 역
- 송영창 - 김원장 역
- 김세동 - 생산본부장 역
- 조한철 - 연구원 역
- 민경진 - 이장 역
- 최일화 - 대통령 역
- 이용직 - 관할경찰 역
- 김민재 - 박형사 역
- 곽인준 - 부검의 역
- 전헌태 - 골프장 의사 2 역
- 주석태 - 동거남 & 수행비서 역
- 박진택 - 비상대책본부 관계자 1 역
- 이일섭 - 행안부장관 역
- 김형준 - 형사 1 역
- 장태민 - 경찰 역
- 박팔영 - 경찰청장 역
- 김승훈 - 찌라시 역
- 홍재성 - 응급실 의사 역
- 박상현 : 과학수사기사 역